# Sale delle Langhe
Sale delle Langhe é uma comuna italiana da região do Piemonte, província de Cuneo, com cerca de 510 habitantes. Estende-se por uma área de 10,93 km², tendo uma densidade populacional de 46,66 hab/km². Faz fronteira com Camerana, Ceva, Montezemolo, Priero, Sale San Giovanni.

## Demografia
| Variação demográfica do município entre 1861 e 2011                               |
|                                                                                   |
| Fonte: Istituto Nazionale di Statistica (ISTAT) - Elaboração gráfica da Wikipedia |